# Olivia Price
Olivia Price (ur. 2 sierpnia 1992 w Darlinghurst) – australijska żeglarka sportowa, srebrna medalistka olimpijska z Londynu.
Zawody w 2012 były jej pierwszymi igrzyskami olimpijskimi. Po medal sięgnęła w rywalizacji w klasie Elliott 6m. Jej partnerkami były Nina Curtis i Lucinda Whitty.